# どんぐりカード
どんぐりカードは、姫路市内在住の4歳児から中学生までの子どもが市内の指定施設に入場する際に提示すると入場料や観覧料が無料になるカードである。子どもたちが、施設を積極的に利用し、姫路市の文化や芸術、科学に触れて、豊かな体験ができることを目指している。カードは4歳時、小学校入学時、中学校入学時に在籍校園を通してそれぞれ卒業年度末まで有効のものが配布される。
姫路市独自の取り組みとして始まったが、平成27年度以降、姫路市が周辺の市町と順次、播磨圏域連携中枢都市圏形成連携協約を締結したため、協約を締結している市町の子どもにも配布されるようになった。

## 対象施設
以下の12施設。いずれも姫路市内にある。
- 姫路城
- 姫路市立動物園
- 好古園
- 名古山仏舎利塔
- 姫路市平和資料館
- 姫路市立水族館
- 姫路市立美術館（常設展のみ）
- 姫路科学館（常設展のみ）
- 姫路文学館（常設展のみ）
- 書写の里美術工芸館
- 手柄山温室植物園
- 林田大庄屋旧三木家住宅

## 協約による配布市町
姫路市と播磨圏域連携中枢拠点都市圏形成連携協約を締結した、以下の7市8町。
- 加古川市
- 高砂市
- 加西市
- 相生市
- 赤穂市
- たつの市
- 宍粟市
- 稲美町 - どんぐりカード、ひょうごっ子ココロンカード、のびのびパスポートの3カードがすべて配布される唯一の自治体。
- 播磨町
- 福崎町[3]
- 市川町
- 神河町
- 太子町
- 佐用町
- 上郡町